# Mattel Films
A Mattel Films é a divisão de produção cinematográfica da Mattel originalmente formada em 16 de outubro de 2013 como Mattel Playground Productions como parte da Mattel Global Brands, uma unidade unificada de estrutura e estratégia de mídia.
Em 31 de março de 2016, a Mattel colocou a divisão dentro de uma divisão recém-criada na época, Mattel Creations, absorveu suas operações e, sete meses depois, a extinguiu devido à recepção de bilheteria do lançamento do filme em live-action de Max Steel. Em 6 de setembro de 2018, a divisão foi revivida e reformada como Mattel Films.

## História
Desde a década de 1970, a Mattel se uniu a vários produtores e estúdios para adaptar suas franquias em longas-metragens. Isso inclui uma joint venture em 1970 com o produtor Robert B. Radnitz, que produziu filmes familiares, incluindo Sounder, Where the Lilies Bloom, e A Hero Ain't Nothin' but a Sandwich.
Em 2013, a Mattel lançou a Playground Productions (abreviada como Mattel PGP ou apenas PGP) como seu estúdio de cinema interno para lidar com produções multimídia e promover narrativas criativas para suas marcas para distribuição multiplataforma global. Seu primeiro projeto animado foi “Team Hot Wheels: The Origin of Awesome”. A Mattel estava desenvolvendo um filme em live-action de Hot Wheels com a Legendary Entertainment e a Universal Pictures, filmes com as marcas Masters of the Universe e Barbie na Columbia Pictures, um filme de Monster High com a Universal e um filme de Max Steel com a Dolphin Entertainment. A PGP foi planejada para estabelecer planos de narrativa de três anos que incorporassem todas as partes das principais operações da empresa, desde designers de brinquedos até produtos de consumo e marketing. David Voss, um aclamado veterano de 20 anos no ramo de brinquedos e entretenimento, foi nomeado chefe da divisão e vice-presidente sênior.
Com a WWE em 17 de março de 2014, a Mattel PGP lançou uma série online curta, WWE Slam City, para acompanhar sua linha de brinquedos. A série foi escolhida pelo bloco de programação NickSports da Nicktoons em 22 de outubro de 2014.
Depois que Voss deixou a divisão em janeiro de 2016 para o serviço de assinatura, Loot Crate, a Mattel colocou a PGP dentro da Mattel Creations após sua formação junto com suas outras duas unidades de produção de conteúdo; HIT Entertainment e a equipe de criação de conteúdo da American Girl em Middleton, Wisconsin. Após o fracasso crítico e de bilheteria do filme em live-action de Max Steel, a Mattel Playground Productions foi absorvida pela Mattel Creations.

## Mattel Films
Em 6 de setembro de 2018, a Mattel anunciou o lançamento de uma divisão de filmes, Mattel Films, que fará filmes baseados nas marcas de brinquedos da empresa. Fora da Mattel, a divisão é amplamente reconhecida como o renascimento e substituição do Mattel PGP. A aclamada produtora de filmes Robbie Brenner foi nomeada para chefiar a divisão como produtora executiva e se reportaria diretamente ao CEO da Mattel, Ynon Kreiz.
O primeiro projeto da divisão revivida foi o filme em live-action de Barbie (lançado em 21 de julho de 2023) (com classificação indicativa de "não recomendado para menores de 12 anos"); o segundo será o filme em live-action de Masters of the Universe. Em 7 de janeiro de 2019, foi anunciado que Margot Robbie iria estrelar o filme da Barbie a ser coproduzido com a Warner Bros. e a produtora de Robbie, LuckyChap Entertainment.
Com o contrato de direitos de Hot Wheels com a Legendary Entertainment tendo expirado e voltado para a Mattel, a Mattel Films assinou um contrato com a Warner Bros. para uma parceria em um filme baseado na franquia (com classificação indicativa de "não recomendado para menores de 10 anos"). A empresa se uniu com Universal Pictures em 16 de julho de 2020 para uma adaptação de Wishbone para o cinema.
Em 19 de abril de 2021, a Mattel Films se uniu à Universal Pictures e à One Race Films de Vin Diesel para uma adaptação cinematográfica do brinquedo lançado em 1966, Rock 'Em Sock 'Em Robots; estrelada pelo próprio Diesel.
Em 24 de junho de 2021, a Mattel Films e a Metro-Goldwyn-Mayer começaram a trabalhar em um filme em live-action de Polly Pocket.
Em 16 de dezembro de 2021, a Mattel Films anunciou seu primeiro projeto baseado em uma franquia externa: Christmas Balloon, escrito por Gabriela Revilla Lugo. O filme pretende ser baseado na história real de uma jovem que tentou enviar sua mensagem de Natal ao Papai Noel através de um balão.
Em janeiro de 2022, foi anunciado que a Mattel Films estava desenvolvendo adaptações de Big Jim (com classificação indicativa de "não recomendado para menores de 14 anos"), Chatty Cathy, Betsy Wetsy, Matchbox, Major Matt Mason (com classificação indicativa de "não recomendado para menores de 16 anos") e Magic 8-Ball (com classificação indicativa de "não recomendado para menores de 18 anos").
Em novembro de 2023, foi anunciado que uma adaptação de Little People estava em desenvolvimento pela Mattel Films. Descrito como "uma animação reunindo todos os personagens da série de 1999 e de 2016", o filme segue os 5 personagens-título da série de 1999 (liderada por Maggie, assim como na série de 1999) e da de 2016 reunindo com outros respectivos das duas séries. Walt Disney Pictures distribuirá o filme (que terá classificação indicativa de "livre para todas as idades") com disponibilidade no Disney+.

## Filmografia
| Como Mattel Playground Productions                | Como Mattel Playground Productions         | Como Mattel Playground Productions | Como Mattel Playground Productions           | Como Mattel Playground Productions | Como Mattel Playground Productions                                                                                          |
| Título                                            | Lançamento                                 | Tipo                               | Companhia(s) produtora(s)                    | Distribuidora | Notas |
| ------------------------------------------------- | ------------------------------------------ | ---------------------------------- | -------------------------------------------- | --- | --- |
| Ever After High                                   | 30 de maio de 2013 – 20 de junho de 2016   | Série de animação                  | Guru Studio                                  | Netflix | |
| Ever After High                                   | 30 de maio de 2013 – 20 de junho de 2016   | Série de animação                  | Guru Studio                                  | - Nickelodeon (Estados Unidos; international) - YouTube - EverAfterHigh.com                                                                             | |
| Monster High                                      | 20 de outubro de 2013 - 3 de abril de 2016 | Websérie                           | Nerd Corps Entertainment                     | YouTube | |
| Monster High                                      | 2013–2016                                  | Filmes de animação digital         | DHX Media Vancouver Nerd Corps Entertainment | TV: - Cartoon Network (América Latina) - Nickelodeon (Estados Unidos; Internacional) - Universal Pictures Home Entertainment (Lançamento em Home media) | |
| WWE Slam City                                     | 17 de março de 2014                        | Stop motion                        | Stoopid Buddy Stoodios                       | Plataformas digitais Nicktoons (NickSports) | |
| Team Hot Wheels                                   | 7 de junho de 2014                         | Série de animação                  | Mercury FilmworksTitmouse, Inc.              | Plataformas digitais YouTube | |
| Barbie & the Secret Door                          | 16 de outubro de 2014                      | Filme de animação digital          | Rainmaker Entertainment                      | TV: - Cartoon Network (América Latina) - Nickelodeon (Estados Unidos; Internacional) - Universal Pictures Home Entertainment (Lançamento em Home media) | |
| Barbie in Princess Power                          | 3 de março de 2015                         | Filme de animação digital          | Rainmaker Entertainment                      | Nickelodeon Universal Pictures Home Entertainment (Lançamento em Home media)                                                                            | |
| Barbie in Rock 'N Royals                          | 13 de agosto de 2015                       | Filme de animação digital          | Rainmaker Entertainment                      | Nickelodeon Universal Pictures Home Entertainment (Lançamento em Home media)                                                                            | |
| Barbie & Her Sisters in The Great Puppy Adventure | 8 de outubro de 2015                       | Filme de animação digital          | Rainmaker Entertainment                      | Nickelodeon Universal Pictures Home Entertainment (Lançamento em Home media)                                                                            | |
| Barbie: Spy Squad                                 | 15 de janeiro de 2016                      | Filme de animação digital          | Rainmaker Entertainment                      | Nickelodeon Universal Pictures Home Entertainment (Lançamento em Home media)                                                                            | |
| Max Steel                                         | 26 de outubro de 2016                      | Filme em live-action               | Dolphin Films Ingenious Media                | Open Road Films | Última produção antes da Mattel PGP ser fundida com a Mattel Creations                                                      |
| Como Mattel Films                                 |                                            |                                    |                                              | | |
| Barbie                                            | 21 de julho de 2023                        | Filme em live-action               | LuckyChap Entertainment Heyday Films         | Warner Bros. Pictures | Primeiro filme como Mattel Films Primeiro filme a ter classificação indicativa de "não recomendado para menores de 12 anos" |
| Masters of the Universe                           | TBA                                        | Filme em live-action               | Columbia Pictures Escape Artists             | TBA | |
| Hot Wheels                                        | TBA                                        | Filme em live-action               | Bad Robot Productions                        | | Primeiro filme a ter classificação indicativa de "não recomendado para menores de 10 anos"                                  |
| American Girl                                     | TBA                                        | Filme em live-action               | Metro-Goldwyn-Mayer                          | United Artists Releasing | |
| Polly Pocket                                      | TBA                                        | Filme em live-action               | Metro-Goldwyn-Mayer Good Thing Going         | | |
| Barney                                            | TBA                                        | Filme em live-action               | 59% Valparaiso Pictures                      | TBA | |
| Betsy Wetsy                                       | TBA                                        | Filme em live-action               | Aggregate Films                              | TBA | |
| Big Jim                                           | TBA                                        | Filme em live-action               | TBA                                          | TBA | Primeiro filme a ter classificação indicativa de "não recomendado para menores de 14 anos"                                  |
| Chatty Cathy                                      | TBA                                        | Filme em live-action               | Aggregate Films                              | TBA | |
| Christmas Balloon                                 | TBA                                        | Filme em live-action               | Vital Pictures                               | TBA | |
| The Little People Movie                           | TBA                                        | Filme de animação                  | Walt Disney Animation Studios                | Walt Disney Studios Motion Pictures | Primeiro filme a ter classificação indicativa de "livre para todas as idades"                                               |
| Magic 8-Ball                                      | TBA                                        | Filme em live-action               | Blumhouse Productions                        | TBA | Primeiro filme a ter classificação indicativa de "não recomendado para menores de 18 anos"                                  |
| Major Matt Mason                                  | TBA                                        | Filme em live-action               | Playtone Weed Road Pictures                  | Paramount Pictures | Primeiro filme a ter classificação indicativa de "não recomendado para menores de 16 anos"                                  |
| Matchbox                                          | TBA                                        | Filme em live-action               | TBA                                          | TBA | |
| Thomas the Tank Engine                            | TBA                                        | Filme em live-action               | 2Dux²                                        | TBA | |
| Rock ‘Em Sock ‘Em Robots                          | TBA                                        | Filme em live-action               | One Race Films                               | Universal Pictures | |
| UNO                                               | TBA                                        | Filme em live-action               | Quality Films                                | TBA | |
| View-Master                                       | TBA                                        | Filme em live-action               | Metro-Goldwyn-Mayer                          | United Artists Releasing | |
| Wishbone                                          | TBA                                        | Filme em live-action               | TBA                                          | Universal Pictures | |